# El clic (programa de televisión)
El Clic fue un programa de videos musicales transmitido por MTV Latinoamérica en el cual estos eran transmitidos al aire acompañados de comentarios diversos que los televidentes realizaban por medios de la página de internet de la televisora. Los televidentes participaban de diversas formas dependiendo de las secciones las cuales tienen distintos nombres y enviaban fotografías las cuales son transmitidas al aire mediante una selección previa.

## Breve historia
El clic tuvo sus inicios en el año 2004 y fue la respuesta a una nueva visión del canal con la cual querían acercarse más a los televidentes mediante una forma en la que ellos pudieran expresarse así como participar enviando sus fotos y obtener lo que los productores llaman sus "quince segundos de fama mejor aprovechados". El programa inició el 3 de mayo de 2004 en el espacio denominado El bloque interactivo en horario de 2:30 PM (hora de la Ciudad de México) El Clic puso fin a sus transmisiones el 27 de febrero de 2009. 
El programa tuvo dos apariencias físicas distintas; la primera que era con colores llamativos que tuvo desde el inicio del show y que duró hasta agosto del 2005 que fue cuando se cambió la presentación por colores un poco más oscuros y actualmente es con colores.

## Secciones presentes desde el inicio
Mediante las secciones los televidentes envían sus fotografías las cuales son publicadas aproximadamente dos semanas después en el canal. Los comentarios son ordenados de acuerdo a las distintas secciones enlistadas a continuación.

### Sexsí-Sexno
Es probablemente la sección más conocida del programa. En ella, los televidentes envían sus fotos en las que aparezcan solos y en una pose peculiar. Estas se publican en la página de internet y los usuarios comentan acerca de su apariencia y le otorgan un voto que va desde 1 a 10; al final se hace un promedio de los votos recibidos y se da una calificación (1-7 se considera Sexno y 8-10 se considera Sexsí). También se describen datos sobre la personalidad de la persona mediante preguntas predeterminadas que ellos responden. Algunos de estos comentarios son transmitidos posteriormente por el canal. Generalmente se da prioridad a las fotografías que contengan alguna pose "sexsí" o provocativa y que no tengan demasiado ropa. Cabe destacar que los comentarios se transmiten al aire con un video que fue elegido anteriormente por el anfitrión. No son transmitidos comentarios que tengan que ver con racismo, xenofobia ni en contra de la cultura de algún país.

### Ddiklo
Nota: La palabra anterior hace referencia a "dedícalo".
En esta sección los televidentes envían fotos suyas o de sus amigos para que aparezcan en un video que ellos mismos eligieron de una lista. Expresan comentarios de diversas índoles y aparecen con el nombre de la persona y su lugar de residencia.

### P*tea
Nota: Hace referencia a la palabra obscena y coloquial que significa "dañar" o "joder", "chingar"por lo que es censurada con el asterisco.
Es también otra sección muy conocida. Como se mencionó al principio, el show se creó para fomentar la interactividad del televidente expresando comentarios tanto positivos como negativos, y es aquí donde el televidente expresa comentarios en pro y en contra de los videos que se transmiten al aire. Las groserías son censuradas.
Algunos de los videos pueden estar dentro de Los 10+ Pedidos o no (en la mayoría de estos casos son de los que no lo están). El mayor número de comentarios pueden ser entre 10 u 11.

### ¿C_par_s?
Nota: La frase anterior hace referencia a la frase "¿se parece?".
Aquí se exponen fotografías de televidentes que creen parecerse a alguna celebridad y el resto lo critica o lo apoya dándole comentarios positivos o negativos. Al final se hace un promedio de los puntajes y se otorga créditos del 1 al 5.
Si el resultado es de 1 se le considera como "Konsirujía" (con cirugía), si este recibe un 2 sería "N_tuzueñoszzz" (En tus sueños), si es un 3 el resultado es "Kon-Fotochop" (con foto-shop) y si es el resultado un 4 "K-si-Gmeloz" (Casi gemelos)y por último si el resultado es de un 5 sería "Klon" (casi nadie puede obtener el último resultado de estos).
La celebridad representada mostrara en la pantalla su video musical según en la sección de ¿C_par_s?, y en la nueva sección Novios habla sobre chicas que se emamora de chicos.

### In vox
Es probablemente la sección que menos se transmite, pues sólo lo hace cuando alguna celebridad concurrida viaja a alguna región de Latinoamérica y puede ser entrevistado por MTV haciéndole preguntas que los mismos televidentes enviaron. Las preguntas y las repuestas son transmitidas por el canal ya sean escritas o en viva imagen y voz de la celebridad.

### ¿QP2?
Nota: La frase anterior hace referencia a la voz popular y coloquial ¿qué pedos?, que puede significar ¿qué onda con...? o ¿qué pasa con...?
Aquí se critica y se exponen comentarios sobre situaciones que suceden entre las celebridades y que tienen relevancia de crítica. Los usuarios opinan dando pro o contras. Algunas de las situaciones podrían ser el video Stupis Girls de Pink en el que se burla de las pop-stars, el regreso de Eminem con su esposa, el accidente de Janet Jackson en el que mostró un pecho, la estatua gigante de Shakira, el supuesto romance de Rihanna y Jay-Z, entre otras.

### KePintas
(transmitido a partir de la mitad de la primera temporada)
Nota: La frase anterior hace referencia a la frase coloquial "¿qué pintas?", que significa ¿qué vistes? o ¿qué usas?
En ella se exponen fotografías de los televidentes en las que describen su "look" o su "fashion", es decir, su forma de vestir. Anteriormente solo se mostraban la foto de la persona con sus comentarios y eran transmitidas varias fotos en un solo video. Actualmente se modificó ese concepto con lo que llaman el "KePintas totalmente enchulado". Aquí se publica una sola persona por video y los televidentes le dan comentarios personales y diversos. Al igual que en "Sexsí-Sexno", no se publican comentarios de racismo ni en contra de la nacionalidad.

## Secciones nuevas
Con el fin de cambiar el patrón ya establecido, se crearon nuevas secciones a partir de principios del 2006.

### reFAN
Aquí se exponen fotos de televidentes mostrando su apego a sus artistas favoritos mediante fotos en las que aparecen con éste o enseñando objetos que pudieran demostrar su "fanatismo". Al final se hace un promedio de los comentarios y se califica con "reFAN" (si la mayoría pensó que es un fanático), o "Fanfarrón" (si la mayoría pensó que no lo era).

### QmiK
(transmitido a partir de 2006 hasta su cierre en el 2009)
Nota: La palabra anterior hace referencia a "Química"
Se exponen fotografías de parejas en las que los demás televidentes opinan sobre su relación y les dicen si tienen o no "química", es decir, si los dos encajan o se llevan bien o mal.
- Datos: Q5491658